# Липовецький Іван Прохорович
Іван Прохорович Липовецький (Хухлій-Липовецький) (24 березня 1897, м. Рівне — 30 грудня 1975, м. Торонто, Канада) — сотник Армії УНР (підполковник в еміграції).

## Життєпис
Народився у Рівному. Закінчив комерційне училище, навчався у Київському комерційному інституті. У 1916 р. був мобілізований до армії, служив у 83-й артилерійській бригаді. Згодом закінчив 4-ту Київську школу прапорщиків (1917). Останнє звання у російській армії — прапорщик.
З кінця 1919 р. служив у Корпусі Січових стрільців Дієвої армії УНР, був членом редколегії часопису «Український Стрілець». У 1920 р. — у 6-й Січовій дивізії Армії УНР, був керівником дивізійної друкарні та видавництва.
З 1923 року жив на еміграції у Варшаві. Закінчив Вищу комерційну школу, працював у польській Головній статистичній управі. Був членом редколегії часопису «На чужині».
З 1944 р — на еміграції у Західній Німеччині. Видавав часописи «Наше Життя», «Юні Друзі», «Господарсько-Кооперативний Часопис» тощо.
З 1952 р. жив на еміграції у Канаді (Торонто). У 1959—1970 рр. очолював Союз бувших вояків-українців у Канаді. Видавав часопис «Дороговказ».
25.09.1960 року нагороджений Воєнним Хрестом.
Помер та похований в Торонто на цвинтарі «Проспект».